# فينفريد كريتشمان
وينفريد كريتشمان (بالألمانية: Winfried Kretschmann) (مواليد 17 أيار 1948) سياسي ألماني من حزب الخضر. يشغل منصب رئيس وزراء ولاية بادن-فورتمبيرغ منذ 12 أيار 2011. من 1 تشرين الثاني 2012 حتى 31 تشرين الأول 2013 شغل منصب رئيس البوندسرات وبحكم المنصب نائب رئيس ألمانيا. وهو أول عضو في حزب الخضر يشغل هذه المناصب.

## روابط خارجية
- وينفريد كريتشمان على موقع مونزينجر (الألمانية)